# Parafia św. Bartłomieja Apostoła w Łękach Górnych
Parafia św. Bartłomieja Apostoła w Łękach Górnych – parafia rzymskokatolicka, znajdująca się w diecezji tarnowskiej, w dekanacie Pilzno.